# Thunderbolts
Los Thunderbolts  son un equipo de antihéroes/superhéroes/supervillanos que aparecen en los cómics estadounidenses publicados por Marvel Comics. El equipo está formado principalmente por supervillanos reformados. La formación original apareció por primera vez en The Incredible Hulk #449 (enero de 1997), creada por Kurt Busiek y Mark Bagley.

## Historial de publicaciones
Los Thunderbolts aparecieron por primera vez en The Incredible Hulk (vol. 2) #449 (enero de 1997) y fueron creados por Kurt Busiek y Mark Bagley.
Los Thunderbolts se presentaron por primera vez, tanto a los lectores como al Universo Marvel, como un grupo de figuras con superpoderes que se convirtieron en héroes para ayudar a proteger el mundo cuando Los Vengadores fueron declarados muertos después de los eventos del crossover "Onslaught" de 1996. Sin embargo, la página final del primer número del cómic Thunderbolts reveló que los Thunderbolts eran en realidad los Maestros del Mal disfrazados, un giro sorpresa cuidadosamente guardado por Marvel.
En historias posteriores, el grupo rechaza a su líder, el Barón Helmut Zemo, e intenta convertirse en héroes por derecho propio, finalmente bajo el liderazgo del vengador Hawkeye.
A pesar de los elogios de la crítica, el libro fue reformateado con Thunderbolts #76 (marzo de 2003), eliminando todo el elenco y el equipo creativo y reemplazándolos con un nuevo conjunto de personajes, junto con un nuevo escritor, John Arcudi.
Los Thunderbolts también aparecen en la historia de Spider-Man "New Ways to Die", que es el primer enfrentamiento adecuado entre él y el equipo.
El equipo de Heroic Age debutó en Thunderbolts #144.
El cómic Thunderbolts pasó a llamarse Dark Avengers a partir del número 175.Dark Avengers terminó con el número 190.
Como parte de Marvel NOW!, se lanzó una nueva serie Thunderbolts con un nuevo equipo compuesto por Red Hulk, Deadpool, Elektra, Venom y Punisher.Esta serie terminó en octubre de 2014 con el número 32.
En julio de 2023, se anunció una nueva serie Thunderbolts y la nueva alineación del equipo estará dirigida por el Soldado del Invierno y la Contessa Valentina Allegra de Fontaine y estará compuesta por superhéroes con temas de espionaje, incluidos la Viuda Negra, Sharon Carter, Viuda Blanca, Guardián Rojo, U.S. Agent y Shang-Chi.

## Historia del grupo

### Orígenes
Tras la aparente muerte de Los 4 Fantásticos, Los Vengadores y gran parte de los super héroes a manos de Onslaught, el Barón Zemo reunió a parte de la cuarta encarnación de los Maestros del Mal para hacerse pasar por héroes y con el tiempo tener acceso a secretos de defensa y seguridad tanto del gobierno de los Estados Unidos como de S.H.I.E.L.D.., para después utilizarlos en su favor.
Este nuevo grupo eran Los Thunderbolts y estaba formado por Atlas (Goliath), MACH-I (Beetle), Ciudadano V (Helmut Zemo), Meteorito (Moonstone), Pájaro Cantor (Mimi Aulladora) y Techno (Fixer).
En su primera aparición en The Incredible Hulk #449 (enero de 1997) combatían a Hulk, para después pasar a tener su propia serie regular donde lucharían contra unos saqueadores llamados Las Ratas y contra la Brigada de Demolición.
Tras una pelea con el Pensador Loco que finalizó en la Torre de las Cuatro Libertades, la ciudad les propuso tomar la antigua base de Los 4 Fantásticos como propia.
Jolt, que había sido secuestrada y víctima de experimentos genéticos que le dieron poderes bio-eléctricos y desconocía a los Thunderbolts, se dirigió a la torre de Los 4 fantásticos a pedir ayuda. El grupo fue a rescatar a sus amigos en el castillo del Dr. Doom, que se encontraba tomado por Arnim Zola. Zemo (Ciudadano V) propuso a Tecno que transmitiera por televisión la pelea, para aumentar la popularidad del grupo, pero con ello logró que Jolt se hiciera conocida para el público y no tuvo más remedio que aceptarla públicamente como nuevo integrante. Jolt ignoraba la verdadera naturaleza de los Thunderbolts, que debían interpretar sus papeles todo el tiempo, incluso frente a ella.

### Regreso de los héroes
Cuando Zemo estaba por lograr su plan, Los 4 Fantásticos y Los Vengadores regresaron a la tierra. La mayoría de Thunderbolts se veían atraídos por la idea de ser un héroe y Zemo reveló la verdadera naturaleza del grupo, para que todos supieran que eran villanos y los Thunderbolts se mantuvieran fiel a él.
Los Thunderbolts, a excepción del Barón Zemo y Fixer, se entregaron ante Los 4 Fantásticos y Los Vengadores, juntos combatieron contra Zemo y Fixer, aunque con la inesperada ayuda de Atlas lograron escapar.
Más adelante Meteorito recuperó su antiguo nombre en clave, Moonstone, y reveló que nunca quiso redimirse.

### Los más buscados de Marvel
Tras la marcha de Zemo, Fixer y Moonstone, los Thunderbolts restantes eran fugitivos hasta que Ojo de Halcón se unió a ellos como su nuevo líder, para asegurarse que no eran villanos. Gracias a la unión al grupo de Ojo de Halcón, los Thunderbolts consiguieron el perdón público.

### Civil War
Durante la guerra civil de superhéroes se disuelve el grupo y se vuelve a formar bajo la dirección de Norman Osborn, con las adiciones de Penance, Venom, y Bullseye, este último obrando solamente en casos de necesidad ya que no era posible revelarlo al público. Moonstone regresó al grupo como su líder de campo. Songbird, el Hombre Radioactivo y el Espadachín fueron los únicos que quedaron de la formación anterior.
Esta etapa estuvo marcada por la descofianza que hubo entre los miembros del equipo, principalmente entre Moonstone y Songbird.

### Dark Reign
Tras la derrota del Imperio Skrull durante su intento de invasión a nuestro planeta, Norman Osborn es nombrado director de S.H.I.E.L.D. y transfiere a Bullseye, Moonstone, y Venom a su equipo de Vengadores oscuros y crea un nuevo grupo de Thunderbolts con Nuke como líder. Este grupo actúa como asesinos a las órdenes de Norman Osborn.
Una de sus primeras misiones fue asesinar a Deadpool que estaba extorsionando a Norman Osborn por la información que consiguió durante la Guerra Civil. Tras el fracaso del equipo, Norman envió al equipo a Madripur a reclutar a Mister X mientras el reclutaba a Nuke que en aquel momento utilizaba la identidad de Scourge.
Songbird regresa a la base de los Thunderbolts sin saber nada de los cambios y el nuevo equipo intenta asesinarla pero escapa. Durante la huida, Yelena Belova revela que en realidad es Natasha Romanoff, que trabajaba infiltrada en los Thunderbolts, pasándole información a Nick Fury.
Los Agentes de Atlas roban las reservas de oro del Fuerte Knox que Norman planeaba utilizar para construir armamento. Norman recluta a Grizzly y envía al equipo a asesinar a los Agentes de Atlas. Durante el enfrentamiento a Nuke lo manipulan mentalmente para que dispare a Norman Osborn cuando le vea. Durante el trayecto de regreso a la base reciben una llamada holográfica de Norman y Nuke dispara contra ella.

### Asedio
Durante el asedio a Asgard, Norman Osborn envía a los Thunderbolts a infiltrase y robar en la armería de Asgard.
Consiguen robar la lanza de Odín pero se enfrentan a Los Poderosos Vengadores que detienen a todo el equipo excepto a Paladín y al Hombre hormiga que consiguen escapar. Durante la batalla, Nuke utiliza la lanza para cortarle el brazo izquierdo al U.S. Agente.

### Edad heroica
Al ser encarcelado Norman Osborn, Steve Rogers cita a Luke Cage en La balsa y le encarga que lidere y forme un nuevo grupo de Thunderbolts con la idea original de criminales que buscan redimirse.
Una vez formado el grupo Luke Cage les pone a prueba para ver si están de su lado. Aparece el Barón Zemo (en realidad Tecno disfrazado) y los ataca, les propone unirse a él. Calavera es el único en aceptar el trato del falso Zemo y es encarcelado de nuevo.
En su primera misión van a Asgard para enfrentarse a unos troles, uno de los cuales resulta ser Gunna, una asgardiana que había sido raptada cuando era una niña y creía ser una trol, al tener fuerza sobrehumana es encerrada en la balsa, aunque más tarde se uniría al grupo.
Otra de sus misiones consiste en adentrarse en una cueva en la que se habían encontrado restos de niebla terrigenía que concede sus poderes a los Inhumanos y se había perdido el contacto con el equipo que se encargaba de estudiarlos. Cuando llegan descubren que habían sido afectados por la niebla y se habían convertido en unos terribles monstruos.
Debido a la pérdida de Calavera en el equipo deciden acudir a Hiperión cuando tienen que luchar contra grandes monstruos, pero este les traiciona atacando al Hombre-cosa y activando los nanitas del Juggernaut quien con la ayuda de Fantasma y Moonstone consiguen vencer a Hiperión. Con la ayuda del Doctor Extraño descruben que Hiperión estaba afectada por magia maligna y Luke Cage decide reclutar a Satana como experta en artes mágicas para el equipo.
Un comité ejecutivo del gobierno decide aprobar un segundo equipo de Thunderbolts con Pájaro Cantor como líder.

### Fear Itself
Todos los miembros de ambos grupos de Thunderbolts acuden a una misión en Irak, a excepción de Juggernaut que se queda en la balsa. Uno de los martillos de Skadi aterriza en la balsa y transforma a Juggernaut en Kuurth, quien destruye la balsa liberando a la mayoría de sus prisioneros.
Ambos grupos vuelven a la balsa y Centurius consigue deshabilitar los nanitas del segundo grupo. Tras recuperar el orden en la balsa, el equipo principal junto a Songbird y Mach V son enviados a detener a Juggernaut, pero fracasan. Antes de enfrentarse a Juggernaut el hombre-cosa desobedece al control de Luke Cage y escapa. Satana explica que el hombre-cosa ha alcanzado un nuevo nivel en su constante evolución.

### Thunderbolts viajando en el tiempo
Durante una misión contra unos monstruos que están atacando Chicago, Fixer y Satana manipulan el sistema de teletransporte de la torre de los Thunderbolts. Al finalizar la misión algunos miembros deciden escapar usando el teletransporte, pero el sistema falla y les hace retroceder en el tiempo hasta la época de la Segunda Guerra Mundial. LosThunderbolts en el presente, Luke Cage, MACH-V, Songbird y Fantasma
intentan localizar a los que han escapado, Centurius, Satana, Trol, Boomerang, Moonstone y Fixer, que van viajando en el tiempo, dando saltos hacía el presente llegándose a encontrar con la versión original de los Thunderbolts.

### Thunderbolts 2023
Bucky Barnes reúne a un equipo de Thunderbolts con Valentina Allegra de Fontaine, Sharon Carter, Guardián Rojo con el objetivo de perseguir a grandes villanos de alto perfil, empezando por Cráneo Rojo

## Miembros
Equipo Original
- Atlas (Goliath)
- MACH-I (Abner Jenkins)
- Ciudadano V (Helmut Zemo)
- Meteorito (Moonstone)
- Pájaro Cantor (Mimi Aulladora)
- Techno (Fixer)

Guerra Civil
- Duende Verde/Norman Osborn
- Moonstone
- Venom
- Robbie Baldwin
- El Espadachín
- Hombre Radioactivo

Dark Reign
- Nuke
- Yelena Belova
- Paladín
- Headsman
- Eric O'Grady
- Grizzly
- Mister X

Edad Heroica (grupo principal)
- Luke Cage
- Fantasma
- Calavera
- Hombre Cosa
- Satana
- Hiperión

Edad Heroica (grupo secundario)
- Pájaro Cantor
- Fixer
- Troll (Gunna)
- Shocker
- Centurius
- Boomerang
- Mister Hyde

Marvel NOW!
- Hulk rojo
- Deadpool
- Elektra Natchios
- Flash Thompson
- El Castigador
- Los Ghost Riders

## En otros medios

### Televisión
- Una descripción suelta de los Thunderbolts de Norman Osborn aparece en Ultimate Spider-Man: Web Warriors. El grupo es un equipo de jóvenes héroes establecido por Taskmaster, y consiste en Cloak & Dagger y Buitre con el Duende Verde como un benefactor silencioso. Visto en el episodio "Los Nuevos Guerreros", la misión del grupo era atacar el Tri-Carrier de S.H.I.E.L.D. para sacar al Duende de la custodia de S.H.I.E.L.D., donde ellos y algunos supervillanos luchan contra los Nuevos Guerreros de Spider-Man. Tras las batallas resultantes, Cloak & Dagger estando al lado de Spider-Man y Taskmaster es detenido mientras Buitre y el Duende se escapan.

- Los Thunderbolts aparecen en Avengers: Ultron Revolution.[35] El equipo consiste en la alineación original del grupo de los cómics; Helmut Zemo (Ciudadano V), MACH-IV, Songbird, Atlas, Meteorite y Techno.
  - En el episodio 5, "Los Thunderbolts", este equipo de superhéroes ha estado haciendo algunos actos heroicos con Gabby Talbott (con la voz de Jennifer Hale) como su publicista. Los Thunderbolts se ven por primera vez cuando ayudan a los Vengadores a derribar a Hombre Creciente. La prensa acaba dando crédito a los Thunderbolts. Iron Man y Falcon luego los rastreó hasta su cuartel general y tuvo un breve altercado hasta que la bomba de Justin Hammer casi los destruyó. Cuando se trataba de los tres búnkeres posibles de Hammer, cada miembro de ambos equipos fue a un lugar y luchó contra los Mandroides. Fue a través de un lugar donde Iron Man y Ciudadano V encontraron las conexiones de Gabby con Hammer. En el último búnker, los Vengadores y los Thunderbolts lucharon contra el Mega-Mandroide equipado con habilidades de campo de fuerza. Gracias a la eliminación gradual de Meteorite, el Mega-Mandroide fue derrotado y Hammer fue entregado a las autoridades. El Ciudadano V aprovechó la oportunidad para despedir a Gabby, ya que se cree que Iron Man piensa que los Thunderbolts son buenos después de todo.
  - En el episodio 6, "Thunderbolts al Descubierto", Ulises Klaw incluso cuando un dispositivo plantado en secreto en Klaw y el Vibranium contiene se fusionaron. Al sospechar de los Thunderbolts, Hawkeye descubre que el grupo era los Maestros del Mal disfrazados gracias a un Estabilizador de Inversión. Afortunadamente, los Vengadores aparecen, lo que resulta en una pelea entre los dos grupos. Después de ser salvado de la muerte por el Capitán América durante la pelea y de ver cómo es ser un héroe, Songbird convence al resto del equipo para que apague a Zemo. Los Vengadores y Thunderbolts juntos exponen a Zemo como Ciudadano V, lo que lleva a Zemo a luchar contra ambos grupos. Si bien es posible que no hayan visto lo último de Zemo, Hawkeye informa a los otros miembros que deben entregarse y que serán héroes oficiales cuando salgan.

### Película
En junio de 2022, Thunderbolts* estaba en desarrollo en Marvel Studios, con Jake Schreier como director y Eric Pearson y Lee Sung Jin escribiendo el guion. Se suponía que el rodaje comenzaría en junio de 2023, pero se suspendió debido a la huelga del Sindicato de Guionistas de Estados Unidos de 2023. Es parte de la Fase Cinco del Universo cinematográfico de Marvel (UCM), con una fecha de estreno del 2 de mayo de 2025. El grupo homónimo estará formado por Yelena Belova (Florence Pugh), Bucky Barnes (Sebastian Stan), Guardián Rojo (David Harbour), U.S. Agent (Wyatt Russell), Fantasma (Hannah John Karmen) y Taskmaster (Olga Kurilenko). El equipo está fundado por Valentina Allegra de Fontaine (Julia Louis-Dreyfus).

### Videojuegos
- La mayoría de los Thunderbolts posteriores a la Guerra Civil aparecen en Marvel: Ultimate Alliance 2. Duende Verde, Penance, Songbird y Venom son personajes jugables (aunque Songbird solo se puede jugar en el equipo Pro-Registration) y reciben un bono de equipo de Thunderbolts si están en el mismo equipo. Jack O'Lantern hace un cameo con los otros villanos, mientras que Bullseye, Moonstone y Lady Deathstrike son vistos como personajes jefes en varios puntos diferentes durante el juego, visto por primera vez mientras jugaba como un equipo de registro y luego fue controlado por el Fold.[38]
- Hawkeye menciona a los Thunderbolts en Ultimate Marvel vs Capcom 3. Antes de la pelea, Hawkeye dice "Vengadores, Defensores, Thunderbolts, hago que cualquier equipo sea mejor".
- La representación original de Thunderbolts aparece en Lego Marvel's Avengers como parte del DLC "Thunderbolts". Ciudadano V, Atlas, Jolt, MACH-V, Meteorite y Songbird son los personajes destacados.